# Diocesi di Ebolowa
La diocesi di Ebolowa (in latino Dioecesis Ebolouana) è una sede della Chiesa cattolica in Camerun suffraganea dell'arcidiocesi di Yaoundé. Nel 2021 contava 146.000 battezzati su 305.650 abitanti. È retta dal vescovo Philippe Alain Mbarga.

## Territorio
La diocesi comprende il dipartimento di Mvila, nella regione del Sud in Camerun.
Sede vescovile è la città di Ebolowa, dove si trova la cattedrale dei Santi Anna e Gioacchino.
Il territorio è suddiviso in 54 parrocchie.

## Storia
La diocesi di Ebolowa-Kribi fu eretta il 20 maggio 1991 con la bolla Permagno gaudio di papa Giovanni Paolo II, ricavandone il territorio dalla diocesi di Sangmélima e dall'arcidiocesi di Douala.
Il 19 giugno 2008 in forza della bolla Cum ad aeternam di papa Benedetto XVI la diocesi si è divisa, dando origine alla presente diocesi di Ebolowa e alla diocesi di Kribi.

## Cronotassi dei vescovi
Si omettono i periodi di sede vacante non superiori ai 2 anni o non storicamente accertati.
- Jean-Baptiste Ama † (20 maggio 1991 - 15 marzo 2002 ritirato)
  - Sede vacante (2002-2004)
  - Raphaël Marie Ze † (15 marzo 2002 - 15 ottobre 2004) (amministratore apostolico)
- Jean Mbarga (15 ottobre 2004 - 31 ottobre 2014 nominato arcivescovo di Yaoundé)
- Philippe Alain Mbarga, dal 22 ottobre 2016

## Statistiche
La diocesi nel 2021 su una popolazione di 305.650 persone contava 146.000 battezzati, corrispondenti al 47,8% del totale.
| anno | popolazione | popolazione | popolazione | presbiteri | presbiteri | presbiteri | presbiteri                | diaconi | religiosi | religiosi | parrocchie |
| anno | battezzati  | totale      | %           | numero     | secolari   | regolari   | battezzati per presbitero | diaconi | uomini    | donne     | parrocchie |
| ---- | ----------- | ----------- | ----------- | ---------- | ---------- | ---------- | ------------------------- | ------- | --------- | --------- | ---------- |
| 1999 | 175.135     | 320.100     | 54,7        | 43         | 36         | 7          | 4.072                     | 2       | 8         | 46        | 24         |
| 2000 | 179.490     | 322.000     | 55,7        | 59         | 51         | 8          | 3.042                     | 2       | 8         | 44        | 25         |
| 2001 | 216.000     | 324.000     | 66,7        | 64         | 57         | 7          | 3.375                     | 2       | 7         | 45        | 25         |
| 2002 | 345.000     | 552.109     | 62,5        | 74         | 68         | 6          | 4.662                     | 2       | 6         | 45        | 25         |
| 2003 | 300.000     | 425.000     | 70,6        | 65         | 59         | 6          | 4.615                     | 2       | 6         | 48        | 25         |
| 2004 | 175.135     | 320.100     | 54,7        | 44         | 40         | 4          | 3.980                     | 3       | 5         | 48        | 29         |
| 2006 | 191.000     | 332.000     | 57,5        | 54         | 48         | 6          | 3.537                     | 1       | 6         | 30        | 40         |
| 2008 | 110.913     | 224.028     | 49,5        | 38         | 33         | 5          | 2.919                     | ?       | ?         | 22        | 20         |
| 2013 | 108.049     | 227.172     | 47,6        | 52         | 44         | 8          | 2.077                     |         | 11        | 40        | 36         |
| 2016 | 113.624     | 240.802     | 47,2        | 49         | 44         | 5          | 2.318                     |         | 9         | 24        | 32         |
| 2019 | 120.350     | 251.800     | 47,8        | 58         | 50         | 8          | 2.075                     |         | 18        | 53        | 46         |
| 2021 | 146.000     | 305.650     | 47,8        | 58         | 51         | 7          | 2.517                     |         | 26        | 47        | 54         |